# Ardillières
Ardillières település Franciaországban, Charente-Maritime megyében. Lakosainak száma 877 fő (2022. január 1.). Ardillières Ciré-d’Aunis, Landrais és Muron községekkel határos.

## Népesség
A település népességének változása:
| Lakosok száma | 430  | 456  | 508  | 771  | 824  | 840  | 849  | 855  | 856  | 877  |
|               | 1968 | 1982 | 1990 | 2006 | 2013 | 2015 | 2017 | 2019 | 2020 | 2022 |